# انگشت منقبض
انگشت منقبض یا انگشت چکشی (انگلیسی: Hammer toe) تغییر شکل ماهیچه‌ها و بیان جهت در آناتومی مفصل بین فالانژیال انگشت دوم، سوم، چهارم یا پنجم انگشت پا است که باعث خم شدن آن، شبیه چکش می‌شود.